# Semi Kunatani

a Compétitions nationales et continentales officielles uniquement.

b Matchs officiels uniquement.
Dernière mise à jour le 4 juin 2020.
Semi  Kunabuli Kunatani, né le 27 octobre 1990, est un joueur de rugby fidjien. Il joue avec l'équipe des Fidji de rugby à sept, avec laquelle il est considéré en 2014-2015 comme l'un des trois meilleurs joueurs du monde. À la suite de ses performances lors des World Rugby Sevens Series 2015, il intègre le club français de rugby à XV du Stade toulousain, où il évolue au poste d'ailier avant d'être repositionné en troisième ligne aile en 2017. En 2018, il quitte le club pour rejoindre les Harlequins.
Il retrouve toutefois la sélection fidjienne pour la fin de saison des World Rugby Sevens Series, remportant un deuxième titre. Avec cette sélection, il devient champion olympique lors des Jeux olympiques 2016 de Rio de Janeiro.

## Biographie

### Le natif de Naveyago
Semi Kunatani est né le 27 octobre 1990 dans le village fidjien de Naveyago. Il est élevé dans des conditions précaires (l'électricité est arrivé dans le village de Naveyago en 2011) par des femmes du village à la suite du décès de sa mère alors qu'il était âgé de 15 ans.
Il aime déjà le rugby et possède des posters des internationaux fidjiens Vereniki Goneva et Waisale Serevi et il dit que « les voir tous les jours m'a poussé à travailler dur ». Il doit également prendre un cheval pendant une quarantaine de minutes pour voir les matches de rugby, la télévision n'existant pas alors à Naveyago.
Après son sacre olympique, Semi Kunatani retourne dans son village natal où il est reçu « comme un héros ». Il est reçu selon les organisations coutumières fidjiennes, il arrive à cheval puis retrouve ses proches avant de se retrouver dans une pièce commune où il retrace son parcours qui l'ont conduit jusqu'au titre olympique. Les villageois lui offre également des terrains. Il commente ses émotions : « J'étais très ému car j'ai alors mesuré le chemin parcouru ». À l'entrée est alors mis un panneau avec écrit « Naveyago, la maison de Semi Kunatani, champion olympique »,.

### Équipe nationale de rugby à sept (2013-2015)
Semi Kunatani s'est fait connaître au sein de son équipe de Yamacia, en 2013, où il a pris une part prépondérante dans le succès final au prestigieux « Bayleys Fiji Coral coast Sevens ». Il est alors sélectionné avec l'équipe nationale des Fidji à sept avec qui il dispute les World Rugby Sevens Series. Il joue son premier tournoi lors du Dubaï Sevens 2013. Les Fidjiens remportent alors le tournoi en s'imposant en finale sur le score de 29 à 17 face aux Sud-Africains après avoir battu la Nouvelle-Zélande en demi-finale sur le score de 44 à 0,.
Semi Kunatani s'impose comme un des meilleurs joueurs du monde de rugby à sept lors de la saison 2014-2015. Il inscrit 40 essais, ce qui fait de lui le troisième meilleur marqueur de la compétition. Il fait partie de l'équipe type des tournois de Gold Coast, Las Vegas et Glasgow — trois étapes remportées par son pays, qui s'impose respectivement en finale face aux Samoa (31-24) et deux fois face à la Nouvelle-Zélande (35-19 et 24-17). Demi-finaliste à Londres, dernière étape des World Rugby Sevens Series, l'équipe des Fidji remporte la compétition et se qualifie pour les Jeux olympiques 2016 de Rio,. Ses performances lui permettent d'être nommé pour le titre de meilleur joueur de la saison 2014-2015.

### Stade toulousain (2015-2018)

#### Première saison compliquée (2015-2016)
Semi Kunatani décide de se mettre au rugby à XV et s'engage par la suite avec le Stade toulousain pour deux saisons en expliquant son choix ainsi : « J'adore nos supporters fidjiens et leur soutien, j'aime jouer pour les Fidji, mais j'ai dû penser à mon avenir dans le rugby, et à ce qu'il y avait de mieux pour ma famille et moi. C'est pourquoi j'ai dû saisir l'opportunité qui m'était offerte de jouer au plus haut niveau avec Toulouse. » Une des raisons de son choix est financier, car les salaires de la fédération fidjienne sont beaucoup moins important que ce que peut offrir un club de Top 14, cela permet ainsi aux joueurs d'aider leurs familles,.
Arrivé à Toulouse fin juillet 2015, Semi Kunatani participe à la préparation physique de l'équipe, mais il n'est pas aligné immédiatement par son nouveau coach Ugo Mola car ce dernier pense qu'« il faut compter entre trois et six mois pour intégrer toutes les exigences physiques et collectives ». Semi Kunatani est donc régulièrement aligné avec l'équipe espoir afin d'accumuler de l'expérience en rugby à XV. Son premier match officiel avec les professionnels intervient au cours du mois de septembre face à Pau (défaite 9-6). Il rentre à la 48e minute de jeu à la place d'Arthur Bonneval. Par la suite, Semi Kunatani gagne de l'expérience sur le terrain par le biais de la coupe d'Europe. En effet, il joue l'intégralité de deux rencontres, face à l'US Oyonnax et l'Ulster.

#### Retour à sept et titre olympique

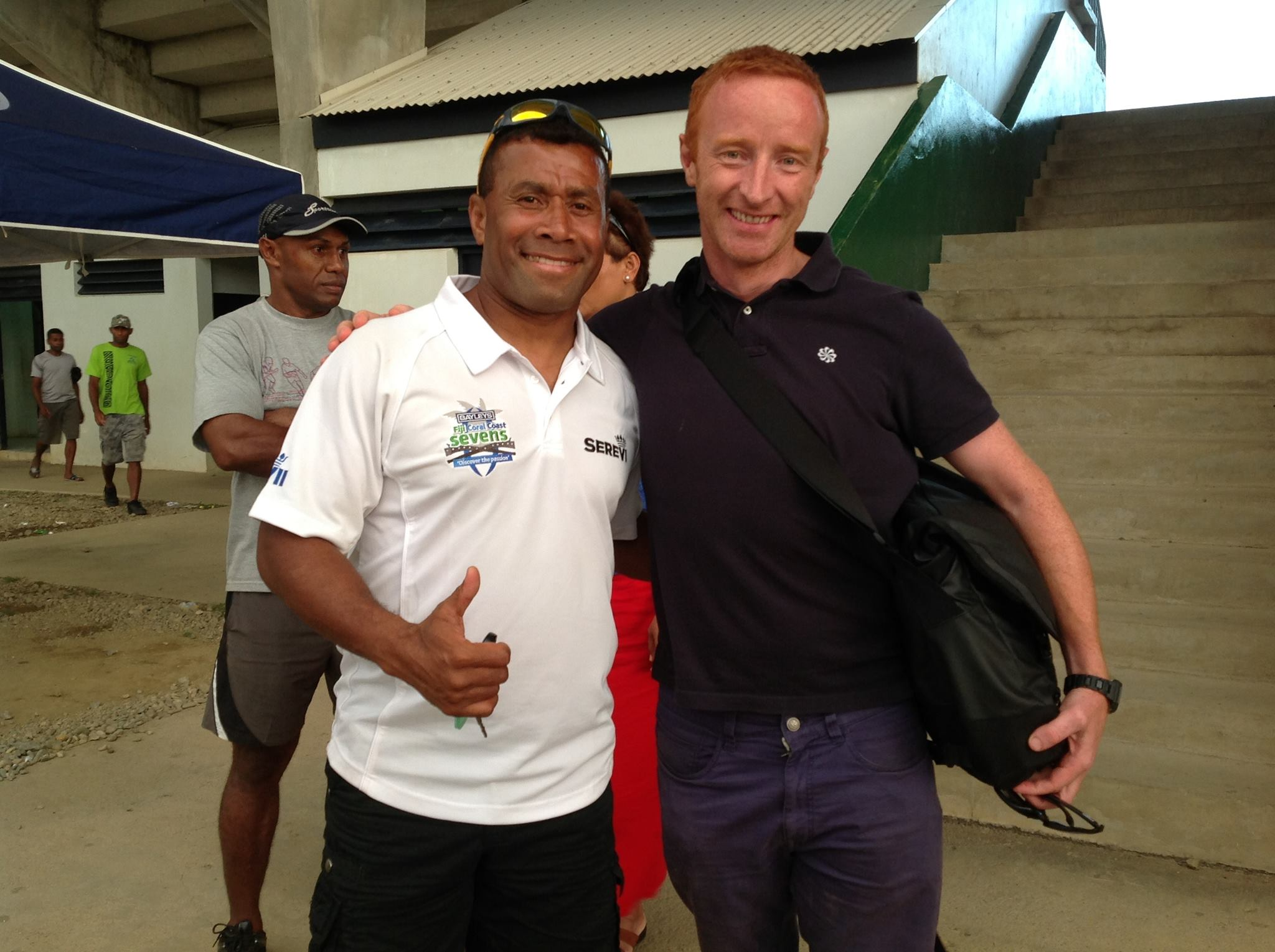
Ben Ryan, entraîneur des Fidji et Kunatani (2013-2016) avec Waisale Servi, star de l'enfance de Kunatani

Semi Kunatani est ensuite de nouveau appelé par l'équipe des Fidji de rugby à sept afin de participer aux tournois de Sydney et de Wellington des World Series, ce qui lui permet d'être éligible pour les Jeux olympiques 2016, le manager de l'équipe fidjienne Ben Ryan ayant déclaré que seuls les joueurs ayant disputé au moins deux tournois avaient la possibilité de participer aux Jeux. Au cours de ces deux tournois, les Fidjiens finissent à la troisième place du classement. Semi Kunatani joue toutes les rencontres et inscrit cinq essais lors des douze matches disputés.
Au cours du mois d'avril 2016, le Stade toulousain libère de nouveau le joueur pour les tournois de Hong Kong et de Singapour. Le premier de ces deux tournois est réussi : il inscrit un essai décisif face au Canada lors d'un match de poule et est élu meilleur joueur de la finale remportée face à la Nouvelle-Zélande sur le score de 21 à 7, grâce à un essai de Semi Kunatani. Il est aussi nommé « Impact Player » du tournoi. Le week-end suivant, il commence le premier match face au Canada mais se blesse, ce qu'il l'empêche de disputer la fin du tournoi où ses coéquipiers terminent à la deuxième place. Les meilleures performances de Semi Kunatani au cours de ces deux tournois sont en partie dues à un nouveau programme d'entraînement physique donné par son entraîneur Ben Ryan, programme plus adapté à la pratique du rugby à sept. Sa blessure l'empêche de disputer les deux derniers tournois de la saison (Paris et Londres). Il joue un dernier match de Top 14 face au FC Grenoble avant de se préparer pour les Jeux olympiques.
Il fait partie de la sélection des 12 joueurs retenus pour disputer la compétition. Il joue les six matches de son équipe, pour autant de titularisations. Il inscrit deux essais (contre les États-Unis puis contre le Japon en demi-finale) et s'impose finalement en battant la Grande-Bretagne en finale. Il fait partie de l'équipe type du tournoi aux côtés de ses coéquipiers Josua Tuisova et Osea Kolinisau. Il aide ainsi son pays à remporter la première médaille olympique de son histoire : lui et ses coéquipiers sont accueillis en héros par la population fidjienne, et l'intégralité des joueurs sont nommés Officiers de l'Ordre des Fidji, la plus importante décoration du pays.

#### Deuxième saison au Stade toulousain
De retour en club, Semi Kunatani voit son temps de jeux augmenter et il inscrit son premier essai en Top 14 face à La Rochelle en novembre 2016. Il est auteur de bonnes performances offensives mais reste en difficulté défensivement, en particulier sur son positionnement et sous les ballons hauts ; Ugo Mola remarque que l'équipe « prend souvent des points de son côté. Il faut qu'il vive ces situations-là pour bien les comprendre ». Néanmoins, le club annonce la prolongation du contrat de l'ailier fidjien.

### Harlequins (2018-2020)
En août 2018, il quitte le Stade toulousain et signe avec le club anglais des Harlequins pour gagner du temps de jeu dans le but d'intégrer l'équipe des Fidji pour la Coupe du monde de rugby à XV 2019.
Recruté par le Castres olympique en 2020, il ne peut finalement pas rejoindre le club pour des raisons médicales.

## Style de jeu

### Un joueur complet
Semi Kunatani est formé au rugby à sept et développe ainsi des qualités inhérentes à ce sport en termes de technique et de vitesse, lui permettant d'être rapidement au soutien de ses coéquipiers, à ce sujet, Julien Candelon, joueur de l'équipe de France de rugby à sept déclare « c'est un formidable cavaleur, un joueur de soutien qui aime se déplacer, coller au ballon »,. Doté d'un physique impressionnant (1,92 m pour près de 100 kg), il excelle dans les duels en débordant son adversaire pour l’éliminer. Autre point fort, le raffut qu'il utilise beaucoup. Au rugby à sept, il excelle aussi dans la création d'espaces avec une capacité à faire des passes après contact, permettant d'éliminer le défenseur, comme en témoigne l'ancien entraîneur du FC Grenoble Franck Corrihons : « Il a de grandes capacités à remporter ses duels, que ce soit dans le contact, dans le contournement, ou dans ses offloads »,. Il est également un très bon défenseur et un plaqueur de grande qualité.
Julien Candelon décrit également Semi Kunatani comme un joueur rude qui « désossait tout le monde à l'impact dans les rucks ». Frédéric Pomarel, entraineur d'équipe de France de rugby à sept, ajoute « que ce soit au soutien offensif ou au contre-rucks, il est très difficile à déloger »,.

### Controverse sur son positionnement à XV
Lorsqu'il arrive à Toulouse, il est recruté et utilisé par le staff du club comme ailier. Mais l’entraîneur de l'équipe de rugby à sept des Fidji, Ben Ryan pense que ce n'est pas le meilleur poste auquel Kunatani pourrait évoluer : « Il aurait été un troisième ligne aile de classe mondiale et Toulouse devrait arrêter de penser qu'il peut jouer à l'aile. Ils devraient l'essayer en troisième ligne mais malheureusement ce n'est pas ce qu'ils ont décidé ». Le 1er octobre 2016, le quotidien sportif L'Équipe publie à ce sujet un article, intitulé « Kunatani, l'ailier qui a tout d'un flanker » allant dans le sens de Ben Ryan, avec les avis de Julien Candelon et de Frédéric Pomarel. Ugo Mola déclare alors avoir essayé la possibilité à l’entraînement, mais finit en disant : « il serait contre-productif de le balader dans un premier temps »,. La raison qui empêcherait Kunatani d'évoluer au poste de troisième ligne serait son niveau incertain en touche.
En 2017, Ugo Mola décide finalement de le changer de poste et il commence ainsi la saison 2017-2018 au poste de troisième ligne.

## Statistiques

### En club
| Saison    | Club             | Championnat | Championnat | Championnat | Coupe d'Europe     | Coupe d'Europe | Coupe d'Europe |
| Saison    | Club             | Compétition | M           | Ess.        | Compétition        | M              | Ess.           |
| --------- | ---------------- | ----------- | ----------- | ----------- | ------------------ | -------------- | -------------- |
| 2015-2016 | Stade toulousain | Top 14      | 2           | 0           | Coupe d'Europe     | 2              | 0              |
| 2016-2017 | Stade toulousain | Top 14      | 11          | 2           | Coupe d'Europe     | 3              | 0              |
| 2017-2018 | Stade toulousain | Top 14      | 5           | 1           | Challenge européen | 6              | 2              |
| Total     | Total            | Top 14      | 18          | 3           | Coupe d'Europe     | 5              | 0              |

### En équipe nationale

#### Rugby à sept
- Il est convoqué pour la première fois dans l'Équipe des Fidji de rugby à sept en 2013 de l'IRB Sevens World Series.

| Saison    | Statistiques | Statistiques | Statistiques | Classement final | Tournois disputés | Vainqueur du tournoi | 2e place | 3e place |
| Saison    | M            | Ess          | Pts          | Classement final | Tournois disputés | Vainqueur du tournoi | 2e place | 3e place |
| --------- | ------------ | ------------ | ------------ | ---------------- | ----------------- | -------------------- | -------- | -------- |
| 2013-2014 | 32           | 9            | 45           | 3e               | 6/9               | 1                    | 0        | 2        |
| 2014-2015 | 52           | 40           | 200          | 1er              | 9/9               | 4                    | 0        | 3        |
| 2015-2016 | 19           | 9            | 45           | 1er              | 4/10              | 1                    | 1        | 2        |
| 2017-2018 | 6            | 5            | 25           | -                | 1/10              | 1                    | 0        | 0        |
| Total     | 109          | 59           | 315          | -                | 19                | 7                    | 1        | 7        |

- Il dispute également les Jeux olympiques 2016 durant lesquels il dispute les six matches de son équipe et inscrit 2 essais.

## Palmarès

### Rugby à sept
- World Series en 2015 et 2016
- Champion olympique en 2016
- Jeux du Commonwealth 2018

#### Tournois
- Dubaï Rugby Sevens : 2013
  - Troisième : 2014

- New Zealand Rugby Sevens
  - Troisième (2) : 2014 et 2016
- Australia Rugby Sevens : 2014
  - Troisième : 2016
- USA Rugby Sevens : 2015
- Hong Kong Sevens (3) : 2015, 2016 et 2018
- Japan Rugby Sevens :
  - Troisième : 2015
- Singapour rugby sevens
  - Deuxième : 2016
- Scotland Rugby Sevens : 2015
  - Troisième : 2014
- London Rugby Sevens
  - Troisième : 2015

### Distinctions personnelles
- Meilleur joueur des World Series 2015 (derrière Werner Kok et avec Seabelo Senatla)
- Meilleur marqueur du Scotland rugby sevens 2015 avec 8 essais[42]
- Meilleur marqueur d'essais des World Series 2015
- Meilleur joueur de la finale du Hong Kong Sevens 2016[43]
- Équipe type d'un tournoi :
  - Australia Rugby Sevens 2014[44]
  - USA Rugby Sevens 2015[44]
  - Scotland Rugby Sevens 2015[44]
  - Hong Kong Sevens 2018[45]
- Impact Palyer :
  - Hong Kong Sevens 2016[46]
- Membre de l'équipe type de l'épreuve olympique de rugby à sept en 2016[29]

## Honneurs
- Officier de l'Ordre des Fidji[33]